# Rajnkovec
Rajnkovec je naselje u slovenskoj Općini Rogaškoj Slatini. Rajnkovec se nalazi u pokrajini Štajerskoj i statističkoj regiji Savinjskoj. 

## Stanovništvo
Prema popisu stanovništva iz 2002. godine naselje je imalo 78 stanovnika.